# Glen Motors
Glen Motors Ltd. war ein kanadischer Hersteller von Automobilen.

## Unternehmensgeschichte
Das Unternehmen aus Toronto begann 1921 mit der Produktion von Automobilen. Der Markenname lautete Glen. 1922 endete die Produktion. Insgesamt entstanden nur wenige Fahrzeuge.

## Fahrzeuge
Das einzige Modell war ein Cyclecar. Ein luftgekühlter Dreizylindermotor trieb die Fahrzeuge an. Die Fahrzeugfront ähnelte den Modellen von Rolls-Royce. Die Karosserie bestand aus Sperrholz.